# Cantó de Sant Pèire Viala

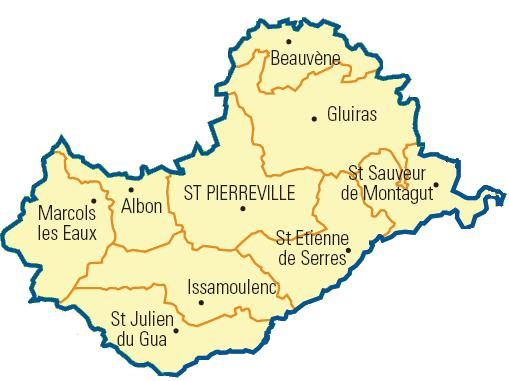
Comunes del cantó

El cantó de Sant Pèire Viala és un cantó francès del departament de l'Ardecha, situat al districte de Privàs. Té 9 municipis i el cap és Sant Pèire Viala.

## Municipis
- Albon-d'Ardèche
- Beauvène
- Gluiràs
- Issamoulenc
- Marcols-les-Eaux
- Saint-Étienne-de-Serre
- Saint-Julien-du-Gua
- Sant Pèire Viala
- Sant Sauvador de Montagut

## Història
| Data d'elecció                           | Identitat           | Partit                      | Qualitat |
| ---------------------------------------- | ------------------- | --------------------------- | -------- |
| 1949-1955                                | Paul Ribeyre        | CNI                         |          |
| 1955-1979                                | M. Mazet            | Divers gauche, després FGDS |          |
| 1979-1985                                | Yves Dessus         | PS                          |          |
| 1985-1992                                | Jean-Louis Chirouze | RPR                         |          |
| 1992-2004                                | Michel Valla        | Divers droite, després UMP  |          |
| 2004-2009                                | Pierre Vigné        | PS                          |          |
| 2009-                                    | Lætitia Serre       | PS                          |          |
| les dades anteriors no són pas conegudes |                     |                             |          |
|                                          |                     |                             |          |

| 1962  | 1968  | 1975  | 1982  | 1990  | 1999  | 2007  |
| ----- | ----- | ----- | ----- | ----- | ----- | ----- |
| 4.127 | 4.760 | 4.114 | 3.602 | 3.483 | 3.229 | 3.263 |